# Francisco de Berardo
Francisco de Berardo (Barcelona, - Viena, 1714) marqués de Montnegre. Aristócrata y diplomático español partidario de la Casa de Austria durante la Guerra de Sucesión Española, fue embajador de los Tres Comunes en Viena durante la Campaña de Cataluña (1713-1714). 
Estuvo implicado en la conjura austracista de 1704 y participó en las Cortes de Cataluña celebradas por Carlos de Austria en 1705. Defendió Barcelona durante el sitio borbónico de 1706 y acompañó al pretendiente austríaco durante la ofensiva de 1710 que culminó con la ocupación militar de Toledo y Madrid; al año siguiente Carlos de Austria le nombró marqués de Montnegre. En 1713, durante la negociación del Tratado de Utrecht, fue embajador de Tres Comunes de Cataluña en Londres hasta que fue sustituido por el marqués de Vilallonga, pasando después a Viena donde murió a finales de 1714.  